# Mall Paseo Costanera
El Mall Paseo Costanera es un centro comercial ubicado en el sector costanera del Gran Puerto Montt, Región de Los Lagos, Chile, de propiedad del grupo Pasmar, que ha construido y opera otros importantes centros comerciales en la región. Inaugurado en 2001, se construyó en los terrenos de la antigua estación de Puerto Montt, demolida a fines de la década de los años 1990. Inicialmente con una superficie de 60 000 m2 entre 2005 y comienzos de 2008, se fue ampliando la superficie hasta los 135 000 m2 a los que posteriormente se incorporan 82.000 m2 en donde se encuentra en construcción una torre de 145 metros, dejándola como la de mayor altura fuera de la Región Metropolitana y la tercera a nivel nacional después de la Gran Torre Santiago y el Titanium La Portada en Santiago. 
Con sus 212 000 m²  es uno de los centros comerciales más grandes de Chile y el tercer centro comercial más grande en regiones solo superado por el Mall Marina y Mallplaza Trébol; recibe a un millón de personas mensualmente.

## Características
El mall está construido principalmente por hormigón armado y concreto combinado con madera. Inicialmente con una superficie de 60 000 m2 entre 2005 y comienzos de 2008, se fue ampliando la superficie hasta los 135 000 m2 a los que posteriormente se incorporan 82.000 m2. Posee una superficie construida de 212 000 m²; distribuidos en siete pisos comerciales, 19 pisos pertenecientes a las Torres Costaneras, siete pisos para el hotel Novotel. Además de un estacionamiento privado con capacidad para 1900 automóviles.
En el centro comercial se encuentran seis tiendas anclas (Falabella, Ripley, París, La Polar, H&M, Hites y Corona); más otras 180 tiendas y servicios comerciales, un hipermercado Unimarc, un gimnasio de la cadena Smart Fit, nueve salas de cine pertenecientes a la cadena Cinépolis Chile, un hotel de la cadena Novotel y las dependencias del Tribunal de Justicia Oral en lo Penal y el Tribunal de Garantía, además de dos torres de oficinas (Torres Costanera) y un en construcción (Torre Mirador Costanera)

## Ampliación
En 2016 se comienza a construir una ampliación del mall, que cuenta con tres nuevas tiendas anclas, tiendas internacionales, además de un nuevo patio de comidas y nueve salas de cine, cuya inauguración de su cuarta etapa de expansión se produjo el año 2019. También se proyecta un paso peatonal que conectará los dos edificios. 
Desde 2019, se construye una ampliación del centro comercial, en la que contará con una torre de 30 pisos, se desconoce la altura, pero se estima que serán alrededor de 140 metros, convirtiéndose así en la edificación de mayor altura fuera de la Región Metropolitana. 
Constará con tres etapas hasta ahora según la información, una terminada en 2019 que agregara nuevos 75 000 m², otra para 2020 que agregara otros 50 000 m² y otra para 2025 que agregara nuevamente 50 000 m².
Si estas tres etapas se concluyen, terminaría el mall en una superficie de 310 000 m², convirtiéndose posiblemente el segundo más grande de Chile.